# Мендичино
Мендичино (итал. Mendicino) — коммуна в Италии, располагается в регионе Калабрия, подчиняется административному центру Козенца.
Население составляет 8560 человек (на 2004 г.), плотность населения составляет 231 чел./км². Занимает площадь 35 км². Почтовый индекс — 87040. Телефонный код — 0984.
Покровителем коммуны почитается святитель Николай Мирликийский, чудотворец, празднование 6 декабря.